# Lexington (Oklahoma)
Lexington ist eine Stadt im Cleveland County im US-Bundesstaat Oklahoma. Das U.S. Census Bureau hat bei der Volkszählung 2020 eine Einwohnerzahl von 2.010 ermittelt.

## Geographie
Lexington liegt etwa 50 km südlich von der Bundeshauptstadt Oklahoma City auf der Ostseite des Canadian River, direkt gegenüber der Stadt Purcell an seinem Westufer. Durch Lexington führt der U.S. Highway 77, der den Canadian River überquert und westlich von Purcell an die Interstate 35 nach Norman und Oklahoma City angeschlossen ist. In der Stadt zweigt die Oklahoma State Route 39 vom U.S. Highway 77 ab und führt nach Osten.
Die Stadt liegt in einer vorwiegend ländlichen Umgebung und hat eine Fläche von 5,5 km². In Lexington wird unter anderem Wein angebaut.

## Bevölkerung
Lexington hatte bei der Volkszählung 2000 2086 Einwohner, mehr als 85 % davon Weiße, etwa 7 % Hispanics oder Latinos und knapp 6,5 % amerikanische Indianer. Das Pro-Kopf-Einkommen betrug 13.322 Dollar, etwa 15 % der Bevölkerung lebte unter der Armutsgrenze.

## Geschichte
Vor dem Oklahoma Land Run von 1889 lag das Gebiet des späteren Lexington in nicht zugeteiltem Land, hier bestand ein Handelsposten, der nach 1835 gegründet wurde. Die Stadt Lexington wurde schon vor dem Land Run geplant und nach Lexington (Kentucky) benannt. Ab 1890 bestand eine Poststelle vor Ort. Die Gemeinde konnte die Kosten der eigenen Verwaltung anfangs nicht tragen und wurde nach der Einführung einer Alkoholsteuer zur Deckung der Finanzlücke und nachfolgenden inneren Querelen wieder aufgelöst. 1892 kam es schließlich zur Neugründung. Die Stadt erzeugte vor allem landwirtschaftliche Produkte wie Obst, Baumwolle und Getreide.
Lexington war bis zur Gründung des Staates Oklahoma als Whisky-Stadt bekannt und besaß mit der Weitzenhoffer and Turk Distillery eine eigene Brennerei. Im Zuge der Staatsgründung wurden hochprozentige Alkoholika 1907 verboten.
Seit 1976 besteht die Strafanstalt des Lexington Assessment and Reception Center vor Ort sowie seit 1978 die Strafanstalt Joseph Harp Correctional Center.

## Söhne und Töchter der Stadt
- Harold Hamm (* 1945), Unternehmer